# Théorème de Radon-Nikodym-Lebesgue
Pour les articles homonymes, voir Théorème de Lebesgue.
Le théorème de Radon-Nikodym-Lebesgue est un théorème d'analyse, une branche des mathématiques qui est constituée du calcul différentiel et intégral et des domaines associés.

## Définitions
Définitions — Soit ν une mesure positive sur {\displaystyle (X,{\mathcal {A}})} et soient ρ, ρ des mesures positives ou complexes sur {\displaystyle (X,{\mathcal {A}})}.
- On dit que ρ est absolument continue par rapport à ν, et l'on note ρ ≪ ν, si pour tout {\displaystyle A\in {\mathcal {A}}} tel que ν(A) = 0, on a également ρ(A) = 0.
- On dit que ρ est portée par[1] {\displaystyle E\in {\mathcal {A}}} (ou concentrée sur E) si pour tout {\displaystyle A\in {\mathcal {A}}} on a ρ(A) = ρ(A ∩ E). (Cela équivaut à l'hypothèse : pour tout {\displaystyle A\in {\mathcal {A}},} ρ(A\E) = 0.)
- On dit que ρ et ρ sont mutuellement singulières[1] (ou étrangères), et l'on note ρ ⊥ ρ, s'il existe {\displaystyle E\in {\mathcal {A}}} telle que ρ soit portée par E et ρ soit portée par Ec.

## Théorème de Radon-Nikodym-Lebesgue
Le théorème de Radon-Nikodym-Lebesgue est un résultat de théorie de la mesure, cependant une démonstration faisant intervenir les espaces de Hilbert a été donnée par le mathématicien John von Neumann au début du XXe siècle. Il s'énonce de la façon suivante :
Théorème de Radon-Nikodym-Lebesgue — Soient ν une mesure positive σ-finie sur {\displaystyle (X,{\mathcal {A}})} et μ une mesure positive σ-finie (respectivement réelle, resp. complexe) sur {\displaystyle (X,{\mathcal {A}})}.
- Il existe un unique couple (μ1, μ2) de mesures positives σ-finies (resp. réelles, resp. complexes) tel que :
  - {\displaystyle \mu =\mu _{1}+\mu _{2},}
  - {\displaystyle \mu _{1}\ll \nu ,}
  - {\displaystyle \mu _{2}\perp \nu .}

Cette décomposition s'appelle la décomposition de Lebesgue (en) de μ par rapport à ν.
- Il existe une unique (à égalité ν-presque partout près) fonction h mesurable positive (resp. ν-intégrable réelle, resp. ν-intégrable complexe) telle que pour tout {\displaystyle A\in {\mathcal {A}}} on ait :{\displaystyle \mu _{1}(A)=\int _{A}h~\mathrm {d} \nu =\int _{X}1_{A}h~\mathrm {d} \nu .}Cette fonction h s'appelle la dérivée de Radon-Nikodym de μ1 par rapport à ν.

## Propriétés de la dérivée de Radon-Nikodym
La dérivée de Radon-Nikodym a les propriétés suivantes :
- Soient ν, μ et λ des mesures σ-finies sur le même espace mesurable. Si ν ≪ λ et μ ≪ λ (ν et μ sont toutes deux absolument continues par rapport à λ), alors

{\displaystyle {\frac {d(\nu +\mu )}{d\lambda }}={\frac {d\nu }{d\lambda }}+{\frac {d\mu }{d\lambda }}\quad \lambda {\text{-presque partout}}.}
- Si ν ≪ μ ≪ λ, alors

{\displaystyle {\frac {d\nu }{d\lambda }}={\frac {d\nu }{d\mu }}{\frac {d\mu }{d\lambda }}\quad \lambda {\text{-presque partout}}.}
- En particulier, si μ ≪ ν et ν ≪ μ, alors

{\displaystyle {\frac {d\mu }{d\nu }}=\left({\frac {d\nu }{d\mu }}\right)^{-1}\quad \nu {\text{-presque partout}}.}
- Si μ ≪ λ et g est une fonction μ-intégrable, alors

{\displaystyle \int _{X}g\,d\mu =\int _{X}g{\frac {d\mu }{d\lambda }}\,d\lambda .}

## Densité d'une mesure
Définition — 
Soit ν une mesure positive σ-finie sur {\displaystyle (X,{\mathcal {A}})} et soit ρ une mesure positive σ-finie (resp. réelle, resp. complexe) sur {\displaystyle (X,{\mathcal {A}}).}
On dit que ρ possède une densité h par rapport à ν si h est une fonction mesurable positive (resp. ν-intégrable réelle, resp. ν-intégrable complexe), telle que pour tout {\displaystyle A\in {\mathcal {A}}} on ait :
On note
En conséquence du théorème de Radon-Nikodym, on a la propriété suivante :
Proposition — Soient ν une mesure positive σ-finie sur {\displaystyle (X,{\mathcal {A}})} et μ une mesure positive σ-finie (resp. réelle, resp. complexe) sur {\displaystyle (X,{\mathcal {A}}).} Il y a équivalence entre :
- {\displaystyle \mu \ll \nu ,}
- μ possède une densité par rapport à ν.

L'hypothèse de σ-finitude est importante : par rapport à la mesure de comptage, une mesure est toujours absolument continue mais celle de Lebesgue sur ℝ (par exemple) n'a pas de densité.

### Densité de probabilité d'un vecteur aléatoire
Rappel — 
- On appelle densité de probabilité d'une variable aléatoire X à valeurs dans ℝd une fonction f mesurable, telle que pour toute partie borélienne A ⊂ ℝd :{\displaystyle \mathbb {P} (X\in A)=\int _{\mathbb {R} ^{d}}\ 1_{A}(u)\,f(u)~\mathrm {d} u=\int _{A}\ f(u)~\mathrm {d} u.}
- La loi de probabilité {\displaystyle \mathbb {P} _{X}} d'une variable aléatoire {\displaystyle X} à valeurs dans ℝd est la mesure de probabilité définie, pour toute partie borélienne A ⊂ ℝd, par :{\displaystyle \mathbb {P} _{X}(A)=\mathbb {P} (X\in A).}
- Si d = 1, X est appelée une variable aléatoire réelle, ou encore v.a.r.

Au vu des définitions, le langage probabiliste diffère légèrement du langage de la théorie de la mesure. Il y a équivalence entre les trois assertions :
- Une variable aléatoire Z à valeur dans ℝd possède une densité de probabilité.
- La mesure {\displaystyle \mathbb {P} _{Z}} possède une densité par rapport à la mesure de Lebesgue sur ℝd.
- La mesure {\displaystyle \mathbb {P} _{Z}} est absolument continue par rapport à la mesure de Lebesgue sur ℝd.

Le dernier point peut se réécrire, en langage probabiliste.
Critère — Une variable aléatoire Z à valeurs dans ℝd possède une densité de probabilité si et seulement si, pour chaque borélien A de ℝd dont la mesure de Lebesgue est nulle, on a :
{\displaystyle \mathbb {P} \left(Z\in A\right)=0.}
Ce critère est rarement employé dans la pratique pour démontrer que Z possède une densité, mais il est en revanche utile pour démontrer que certaines probabilités sont nulles. Par exemple, si le vecteur aléatoire Z = (X, Y) possède une densité, alors :
- {\displaystyle \mathbb {P} \left(X=Y\right)=0,}
- {\displaystyle \mathbb {P} \left(X^{2}+Y^{2}=1\right)=0,}

car la mesure de Lebesgue (autrement dit, l'aire) de la première bissectrice (resp. du cercle unité) est nulle.
Plus généralement, la mesure de Lebesgue du graphe d'une fonction mesurable φ étant nulle, il suit que :
- {\displaystyle \mathbb {P} \left(Y=\varphi (X)\right)=0.}

De même, il y a de nombreux exemples où, du fait que l'ensemble {\displaystyle \left\{(x,y)\in \mathbb {R} ^{2}\mid \psi (x,y)=0\right\}} est de mesure de Lebesgue nulle, on peut conclure que :
- {\displaystyle \mathbb {P} \left(\psi (X,Y)=0\right)=0.}

Le critère de Radon-Nikodym peut aussi être utilisé pour démontrer qu'un vecteur aléatoire ne possède pas de densité, par exemple si :
{\displaystyle Z=\left(\cos \Theta ,\sin \Theta \right),}
où Θ désigne une variable aléatoire suivant la loi uniforme sur [0, 2π], alors Z ne possède pas de densité car :
{\displaystyle \mathbb {P} \left(X^{2}+Y^{2}-1=0\right)=1.}
Remarque — Dans le cas d = 1, une variable aléatoire Z à valeurs dans ℝ possède une densité de probabilité si et seulement si sa fonction de répartition est localement absolument continue.

## Note et référence
1. 1 2 3  Voir par exemple Walter Rudin, Analyse réelle et complexe [détail des éditions] pour de plus amples détails.
2. ↑  (en) Yaiza Bermudez, Gaëtan Bisson, Iñaki Esnaola, and Samir M. Perlaza, « Proofs for Folklore Theorems on the Radon-Nikodym Derivative », 2025.